# Hauptmannsgericht
Das Hauptmannsgericht war von 1561 bis 1795 im Herzogtum Kurland und Semgallen und zwischen 1795 und 1918 im Gouvernement Kurland ein Gericht auf Kreisebene. Es wurde von einem, aus der Kurländischen Ritterschaft, gewählten Adligen als Hauptmann geleitet.

## Geschichte
Im Gebiet Kurland  wurde für die Rechtsprechung Beamte aus dem Adel gewählt, die den Titel Hauptmann (Capitanei minores) erhielten. Anfangs gab es im Herzogtum Kurland und Semgallen 8 Hauptmannsgerichte, deren Anzahl 1786 auf 10 erhöht wurde. Das Hauptmannsgericht war überwiegend eine Verwaltungsbehörde und weniger ein Gericht, seine Aufgaben stimmte in den Grundzügen mit denen der Hakenrichter in Estland und Ordnungsrichter in Livland überein. Durch die Dritte Teilung Polens im Jahre 1795 wurde das Herzogtum ins Russische Reich annektiert und als Gouvernement Kurland den Ostseegouvernements zugeordnet. Eine weitere Reform führte dazu, dass 1817 eine Abteilung für Bauernsachen mit einem adligen und bäuerlichen Besitz eingerichtet wurde, welches aber 1821 aufgehoben und dem Kreisgericht zugeordnet wurde.

## Organisation der Hauptmannsgerichte
Im Gouvernement Kurland gab es insgesamt zehn Hauptmannsgerichte, die mit den Kreisgebieten identisch waren. In jeder Oberhauptmannschaft gab es 2 Hauptmannsgerichte, hierzu gehörten:
- Oberhauptmannschaft Mitau:  Doblen und Bauske,
- Oberhauptmannschaft Selburg: Friedrichstadt und Illuxt,
- Oberhauptmannschaft Tuckum: Tuckum und Talsen,
- Oberhauptmannschaft Goldingen: Goldingen und Windau sowie
- Oberhauptmannschaft Hasenpoth: Hasenpoth und Grobin[3].  Jedes Hauptmannsgericht bestand aus einem Hauptmann als Leiter und 2 Assessoren, einem Aktuar, mehreren Kanzeleibeamten, 1 – 2 Gerichtsdienern. Das Hauptmannsgericht in Doblen verfügte zusätzlich über einen Marschkommissar, dieser war zur Sicherstellung der eigenen Truppenbewegungen zuständig. Die Hauptmänner und Assessoren wurden aus der Kurländischen Ritterschaft auf Lebenszeit gewählt.[4]

## Aufgaben  und Amtsgewalt
Die gesetzliche Grundlage über die Hauptmannsgerichte und die Hauptleute war in der Behördenverfassung 1, von 1845, festgeschrieben:
1. Die erste Abteilung dieser Anordnung legte den Bestand der Hauptgerichte fest. Hierzu gehörte deren Standorte, die personelle Zusammensetzung, deren Aufgaben und die Vereidigung sowie die Demission.
2. Das Aufgabengebieten oder wie es in der zweiten Abteilung hieß, die Kompetenzen der Gerichte unterteilte sich in folgende Hauptabschnitte:
- Aufsicht über Beobachtung der Gesetze, die Erhaltung der öffentlichen Sicherheit und die Sorge für die allgemeine Wohlfahrt
- Überwachung und Einhaltung der Interessen der Krone (Herrscher)
- Maßnahmen zur Rechtspflege und
- Unterstützung des Militärwesens.

3. In der dritten Abteilung werden die Grenzen und die Beschaffenheit der Amtsgewalt der Hauptmannsgerichte geregelt. Hierzu gehörten beispielsweise die Maßnahmen bei Überschwemmungen und Waldbränden, die Verfolgung von Dieben, Räubern und Verbrechern, die Befolgung aller Gesetze und Verordnungen, das Einschreiten bei Verstößen gegen die öffentliche Sicherheit und Ordnung, die Gewährung von gesetzlichem Schutz und weiteren kleinere Maßnahmen. Sie unterstanden ausdrücklich und unmittelbar der Gouverneursregierung, bei der auch Beschwerden über oder gegen das Hauptmannsgericht einzureichen waren.
4. In der vierten Abteilung wurde der Ablauf von Sitzungen und dem Geschäftsgange in den Hauptmannsgerichten detailliert festgeschrieben.
5. In der fünften Abteilung der Behördenverfassung wurden die Rechenschaftsablegung und die Verantwortlichkeit der Hauptmannsgerichte angeordnet. Dabei oblag es den Zivilgouverneur Inspektionen durchzuführen, um sich an Ort und Stelle einen Überblick zu verschaffen.
6. Weitere verwaltungsrechtliche- oder organisatorische Bestimmungen, wie dem Schriftverkehr der Hauptmannsgerichte mit anderen Behörden, waren in der sechsten Abteilung geregelt.